# Domenico Giani

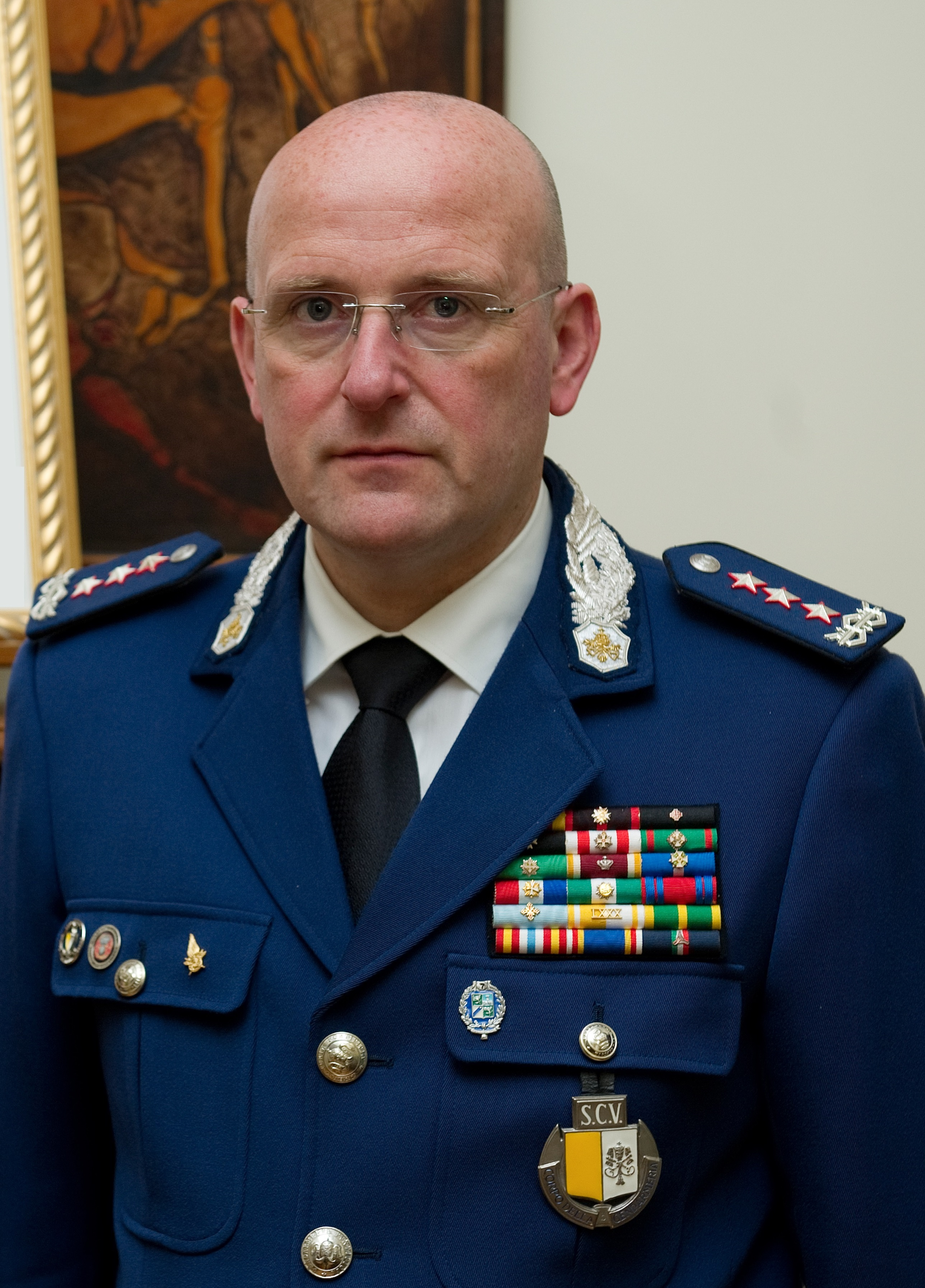
Domenico Giani (2011)

Domenico Giani (* 16. August 1962 in Arezzo) ist ein italienischer Pädagoge und ehemaliger Generalinspekteur der vatikanischen Gendarmerie. 
Der promovierte Pädagoge Giani übernahm zunächst Sicherheitsaufgaben beim Ministerrat der Italienischen Republik und war Offizier der Guardia di Finanza. Im Jahr 1999 wurde er Stellvertreter des damaligen Leiters der vatikanischen Gendarmerie Vigilanza Camillo Cibin. Mit dessen Ausscheiden in den Ruhestand am 3. Juni 2006 übernahm Giani selbst die Leitung und führte die Aufgaben als oberster Leibwächter des Papstes auch unter Benedikt XVI. und Franziskus weiter aus.
Giani stürzte schließlich am  15. Oktober 2019 über eine Affäre um vertrauliche Dokumente zu fünf Vatikanmitarbeitern, die wegen fragwürdiger Immobiliengeschäfte in London suspendiert worden waren. Sein Nachfolger wurde am 16. Oktober 2019 Gianluca Gauzzi Broccoletti.
Giani ist verheiratet und Vater zweier Kinder.